# تنیل دشوود
تنیل دشوود (به انگلیسی: Tenille Dashwood) یک کشتی‌گیر حرفه‌ای استرالیایی است که با دبلیو دبلیو ای قرارداد بسته‌است و با نام «اما» فعالیت می‌کند.

## مسیر کشتی حرفه‌ای

### آموزش (۲۰۰۳–۲۰۰۷، ۲۰۱۱)
دشوود در ۸ سالگی به وسیلهٔ برادر بزرگترش، جیک با کشتی آشنا شد. او وارد کشتی استرالیا شد و از ۱۳ تا ۱۵ سالگی آموزش دید. در سال ۲۰۰۵ با نام «ولنتاین» در کشتی استرالیا حضور پیدا کرد. در هرحال، از ۱۶ تا ۱۸ سالگی به دلیل مصدومیت شدیدی از ناحیه شانه حضوری بسیار محدود داشت. در سال ۲۰۰۷، برای چند ماه به کانادا رفت تا در آکادمی کشتی استورم توسط لنس استورم آموزش ببیند.
در اوایل سال ۲۰۱۱، تنیل برای آموزش‌های بیشتر به آکادمی کشتی استورم برگشت. در این مدت او یکی از ده کارآموزی شد که در برنامه تلویزیونی واقع گرایانه دنیای آسیب شرکت داشت.

### مسیر مستقل در آمریکای شمالی و استرالیا
دشوود در سپتامبر ۲۰۰۸ به استرالیا برگشت و تا فوریه ۲۰۰۹ در جاهایی مثل رسلراک و پی دبلیو ای کشتی گرفت.
سپس به آمریکا سفر کرد و در ۲ می ۲۰۰۹ در کشتی تمام زنانه اس دبلیو ای با نام «تنیل» کارش را شروع کرد. ابتدا به امبر اونیل باخت. سپس جتا را شکست داد اما به او حمله شد. در ادامه به رین باخت. رین و جتا توانستند تنیل و جسی مک کی را شکست دهند. تنیل با مک کی تیم تشکیل داد ولی دربرابر پوریتا پرز و نیکول متیوز ناموفق بودند.
دشوود در ۲۲ می ۲۰۰۹ با نام واقعی خود وارد ای سی سی دبلیو شد. در سال ۲۰۰۹، برای کمپانی کانادایی دیگری با نام «تنیل ویلیامز» کار کرد. در ای سی سی دبلیو توانست نیکول متیوز را شکست دهد تا فرصتی برای قهرمانی سوپرگرلز بدست آورد؛ ولی در آن مسابقه از ورونیکا وایس باخت. در ۱ آگوست، تنیل با شکست دادن وایس و متیوز اولین عنوان قهرمانی سوپرگرلز خود را بدست آورد. با احتساب دفاع‌های موفقیت‌آمیز از عنوانش در مسابقاتی با وایس و متیوز، تنیل این قهرمانی را تا ۲۷ نوامبر ۲۰۰۹ حفظ کرد تا اینکه به وایس باخت.
در ۱۹ مارس ۲۰۱۰، تنیل ورونیکا وایس را شکست داد و دوباره قهرمانی زنان ای سی سی دبلیو را گرفت. سپس از عنوانش علیه وایس، نیکول متیوز و لیلا لوج باخت. دشوود در مسابقه صندلی در ۲۶ اکتبرعنوانش را به متیوز باخت. آخرین مسابقه تنیل در ای سی سی دبلیو در ۷ می ۲۰۱۱ بود و به متیوز باخت.
در ۹ ژوئیه ۲۰۱۱، تنیل برای آخرین بار در استرالیا در برابر شازا مک کنیز کشتی گرفت و باخت و سپس به دبلیو دبلیو ای رفت.

### دبلیو دبلیو ای

#### قلمروهای روبه رشد (۲۰۱۱–۲۰۱۴)

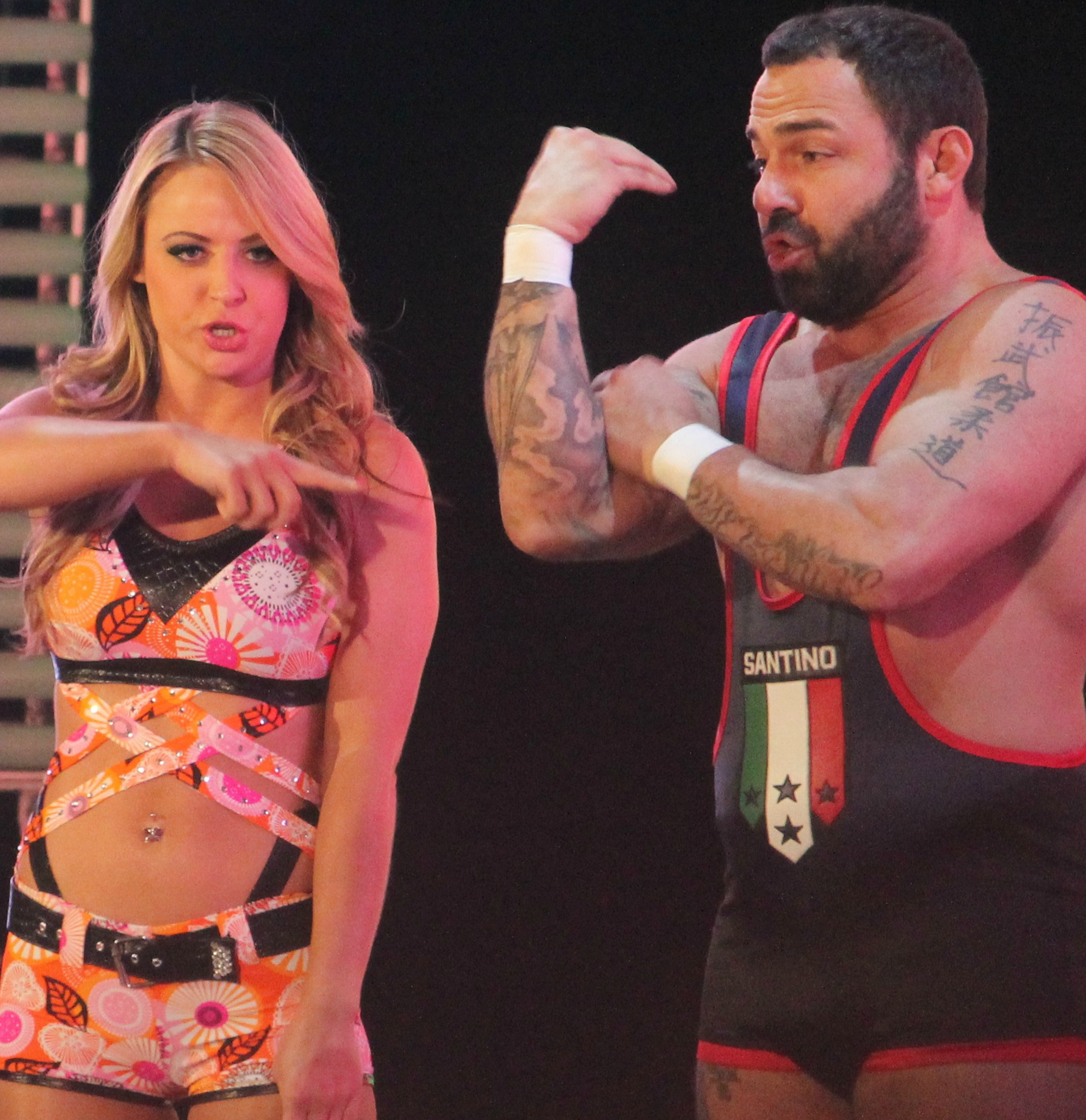
اما و سنتینو مارلا در آوریل ۲۰۱۴

در مارس ۲۰۱۴، شیمر اعلام کرد که دشوود قراردادی وسیع با دبلیو دبلیو ای بسته‌است. در ژوئیه ۲۰۱۱، دشوود تصمیم گرفت جراحی روی شانه اش انجام دهد زیرا برایش مشکل ایجاد کرده بود. در ژوئن ۲۰۱۲، دشوود در فلوریدا ساکن شد و نهایتاً وارد اف سی دبلیو شد. اولین بار در ۱ آگوست کارش را با شرکت در بتل رویال آغاز کرد.
در آگوست ۲۰۱۲، دشوود نام «اما» را برای خود انتخاب کرد. سپس از اف سی دبلیو وارد ان اکس تی شد. اما در ۲۸ نوامبر در ان اکس تی کارش را شروع کرد و دربرابر آودری ماری باخت. در ۹ ژانویه ۲۰۱۳ در قالب یک شخصیت رقاص بی‌تجربه ظاهر شد. از آوریل، اما با مسخره بازی توانست پیروزی‌هایی کسب کند و به یکی از پرطرفدارترین کشتی گیران ان اکس تی تبدیل شد. در ۲۶ ژوئن، اما در مسابقات قهرمانی زنان ان اکس تی شرکت کرد و در دور اول آکسانا را شکست داد. در نیمه نهایی در ۱۰ ژوئیه هم توانست سامر رائی را شکست دهد. در ۲۴ ژوئیه، اما در فینال از پیج شکست خورد و قهرمانی را از دست داد.
در ۷ آگوست، اما در مسابقه رقص از سامر رائی برد و فرصتی برای قهرمانی زنان ان اکس تی کسب کرد؛ ولی رائی با حمله به او دشمنی را آغاز کرد. در ماه‌های بعد، اما همراه با پیج علیه «زنان حریص زیبا» (سامر رائی و ساشا بنکز) قرار می‌گرفت. در ۱۸ دسامبر ناتالیا، اما را به مبارزه‌ای بر سر فرصت قهرمانی ان اکس تی طلبید. این مسابقه در ۱ ژانویه ۲۰۱۴ انجام شد و اما برنده شد. در ۲۷ فوریه اما نهایتاً برای قهرمانی در برابر پیج قرار گرفت؛ ولی نتوانست کمربند را بدست آورد. وقتی پیج از قهرمانی خارج شد، اما در مسابقه تعیین قهرمان جدید از شارلوت شکست خورد.

#### بخش اصلی؛ همراهی با سنتینو مارلا (۲۰۱۴-اکنون)

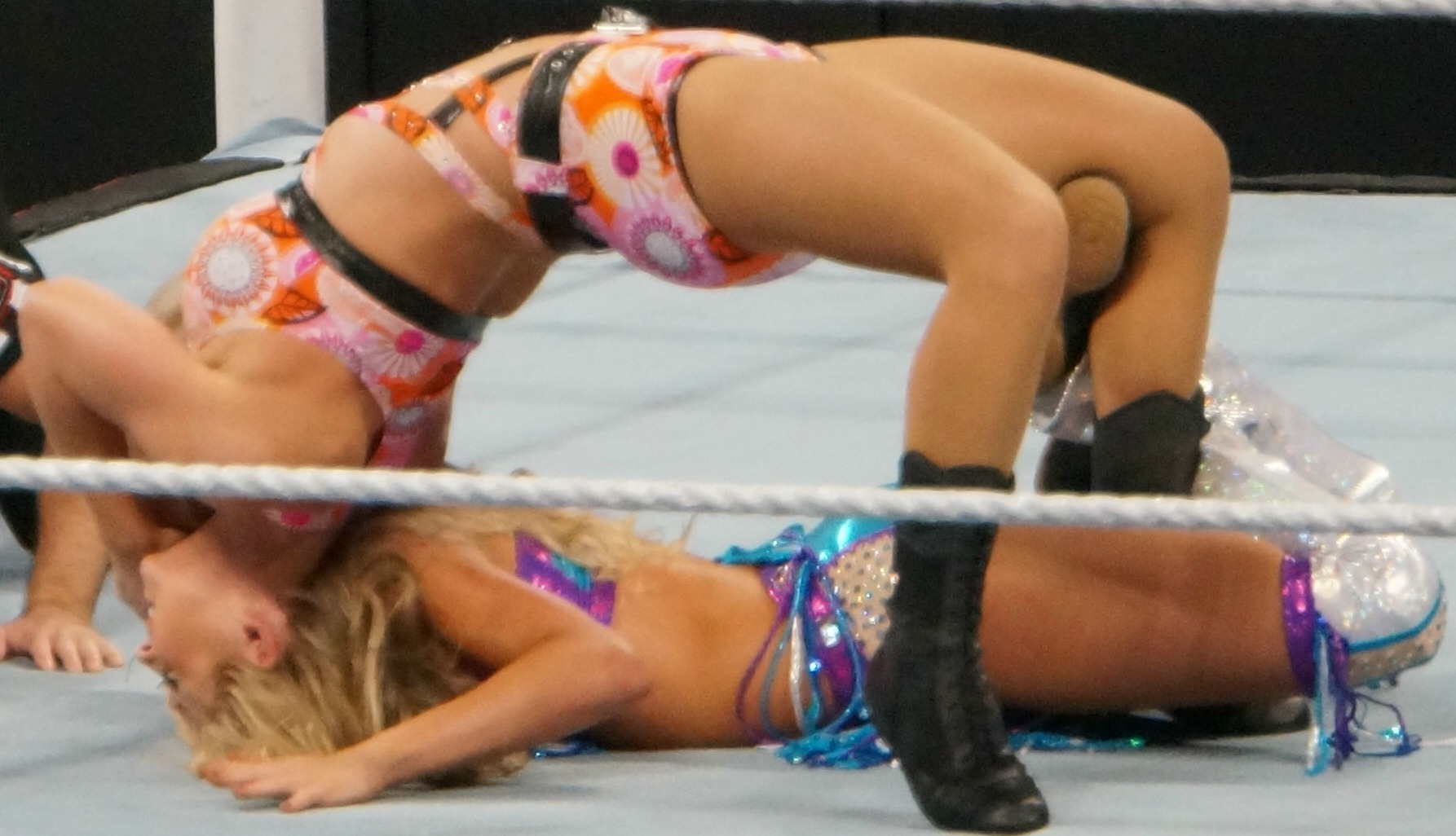
اما و سامر رائی

در ۱۳ ژانویه ۲۰۱۴ در راء، اما برای اولین بار در بخش اصلی ظاهر شد. او در بین مخاطبان نشسته بود. در طی آن ماه او به حضور بین مخاطبان در راء و اسمکدان ادامه داد و تنش بین او و سامر رائی وجود داشت.
در ۳ فوریه در راء، سنتینو مارلا از اما دعوت کرد وارد رینگ شود و در مسابقه رقص در برابر رائی قرار گیرد که اما با رأی مردم برنده شد. در هفته‌های بعد، دشمنی بین اما و رائی ادامه یافت و نهایتاً اما رابطه‌ای شوخی گونه و نمایشی را با مارلا آغاز کرد و در راء و اسمکدان احساسات عاشقانه‌ای به هم ابراز می‌کردند. نهایتاً در ۲۴ فوریه اما در راء رائی را شکست داد. هفته بعد، در ۳ مارس در راء اما و سنتینو توانستند رائی و فاندانگو را شکست دهند. در ۲۵ مارس، اما با ناتالیا، فانکاداکتیلز (کامرون و نائومی) و اوا ماری از رائی، آلیشا فاکس، آکسانا، لیلا و تأمینا اسنوکا شکست خورد. در ۲۷ مارس اما دوباره با سابمیشن از رائی برد. در ۶ آوریل در رسلمینیای ۳۰، اما در مسابقه قهرمانی دیواز ویکی گررو شرکت کرد ولی ناموفق بود. شب بعد در راء، اما و مارلا دوباره رائی و فاندانگو را شکست دادند. در ۱۵ آوریل اما در بتل رویال دیواز برای تعیین رقیب پیج در اکستریم رولز برای قهرمانی شرکت کرد ولی توسط نیکی بلا حذف شد. در ۲۶ می‌در راء اما توانست آلیشا فاکس را شکست دهد. بعد از مسابقه فاکس به اما و سایر خدمه اطراف رینگ حمله کرد.

## زندگی شخصی
دشوود یک برادر بزرگتر به نام جیک دارد که باعث آشنایی او با کشتی شد.